# Ataxophragmiidae
Ataxophragmiidae es una familia de foraminíferos bentónicos de la superfamilia Ataxophragmioidea, del suborden Ataxophragmiina y del orden Loftusiida. Su rango cronoestratigráfico abarca desde el Noriense (Triásico superior) hasta la Actualidad.

## Discusión
Clasificaciones previas incluían Ataxophragmiidae en el suborden Textulariina del orden Textulariida o en el orden Lituolida.

## Clasificación
Ataxophragmiidae incluye a las siguientes subfamilias y géneros:
- Subfamilia Ataxophragmiinae
  - Arenobulimina †
  - Ataxoorbignyna †
  - Ataxophragmium †
  - Hagenowella †
  - Pityusina †
  - Preachrysalidina †
  - Sabulina †
- Subfamilia Pernerininae
  - Agglutisolena †
  - Anatoliella †
  - Coprolithina †
  - Crenaverneuilina †
  - Hagenowina †
  - Kaeveria †
  - Opertum †
  - Orbignyna †
  - Pernerina †
  - Voloshinoides †
  - Voloshinovella †
- Subfamilia Gerochellinae
  - Gerochella †

Otros géneros considerados en Ataxophragmiidae son:
- Ataxophragmoides † de la subfamilia Ataxophragmiinae, aceptado como Ataxophragmium
- Buliminopsis † de la subfamilia Ataxophragmiinae, considerado sinónimo posterior de Ataxophragmium
- Columnella † de la subfamilia Ataxophragmiinae, considerado subgénero de Arenobulimina, es decir, Arenobulimina (Columnella), y aceptado como Voloshinoides
- Harena † de la subfamilia Ataxophragmiinae, considerado subgénero de Arenobulimina, es decir, Arenobulimina (Harena), y aceptado como Arenobulimina
- Novatrix † de la subfamilia Ataxophragmiinae, considerado subgénero de Arenobulimina, es decir, Arenobulimina (Novatrix), y aceptado como Hagenowella
- Pasternakia † de la subfamilia Ataxophragmiinae, considerado subgénero de Arenobulimina, es decir, Arenobulimina (Pasternakia), y aceptado como Arenobulimina

Otros géneros de Ataxophragmiidae no asignados a ninguna subfamilia son:
- Beisselina †
- Gaudriyadhella †